# Sacoglossa
Sacoglossa son un clado de las babosas de mar pequeña y caracoles de mar, moluscos gasterópodos marinos que pertenecen al clado Heterobranchia.

## Taxonomía
2005
En la taxonomía de Gastropoda (Bouchet & Rocroi, 2005) el clado se organiza de la siguiente manera:
- Subclado Oxynoacea 
  - Superfamily Oxynooidea: familia Oxynoidae, familia Juliidae, familia Volvatellidae
- Subclado Placobranchacea
  - Superfamilia Placobranchoidea: familia Placobranchidae, familia Boselliidae, familia Platyhedylidae,
  - Superfamilia Limapontioidea: familia Limapontiidae, familia Caliphyllidae, familia Hermaeidae.

En esta taxonomía de la familia Elysiidae Forbes & Hanley, 1851  es considerado sinonimia de la familia Placobranchidae  Gray, 1840  y de la familia Oleidae  O'Donoghue, 1926  y Stiligeridae  Iredale & O'Donoghue, 1923   sinónimos de la familia Limapontiidae  Gray, 1847 
La familia Cylindrobullidae pertenece a la superfamilia Cylindrobulloidea, del "grupo" hermano Cylindrobullida.
2010
Jörger trasladó Sacoglossa a Panpulmonata
Análisis de filogenia molecular de Maeda han confirmado la colocación de Cylindrobulla en Sacoglossa.